# (3492) Petra-Pepi
Pour les articles homonymes, voir Petra.
(3492) Petra-Pepi est un astéroïde de la ceinture principale.

## Description
(3492) Petra-Pepi est un astéroïde de la ceinture principale. Il fut découvert le 16 février 1985 à l'Observatoire Kleť par Marie Mahrová. Il présente une orbite caractérisée par un demi-grand axe de 2,62 UA, une excentricité de 0,14 et une inclinaison de 13,6° par rapport à l'écliptique.

## Compléments